# Пенни, Лука
Лука Пенни (итал. Luca Penni ок. 1500, Флоренция — около 1556, Париж), прозванный Романо (il Romano — Римлянин) — итальянский рисовальщик, живописец и гравёр, мастер офорта, ученик и помощник Рафаэля Санти, младший брат другого «рафаэлеска» — Джанфранческо (Джованни) Пенни. Наиболее известен своими работами во Франции, в Фонтенбло.
Лука Пенни родился во Флоренции. Он и его братья-художники, Джанфранческо и Бартоломео, родились в семье врача. Как и его старший брат, Лука Пенни обучался у Рафаэля во Флоренции, а затем в Риме. После смерти Рафаэля в 1520 году Лука Пенни работал со своим зятем Перино дель Вага в Лукке и Генуе.
Затем отправился в Англию, на службу к королю Генриху VIII. Оттуда он уехал во Францию. Вместе с Россо Фьорентино и Франческо Приматиччо работал при дворе короля Франциска I в загородной резиденции, дворце Фонтенбло. Творчество первого поколения итальянских мастеров во Франции, в основном учеников и последователей Рафаэля, называют «первой школой Фонтенбло». Третий брат этой семьи — Бартоломео — работал в Англии.
После смерти короля Франциска I в 1547 году Лука Пенни продолжал пропагандировать «стиль Фонтенбло» в офортах, гравируя по рисункам и картинам итальянских и французских художников. Поэтому его считают одним из основателей французского классицизма, выросшего из итальянского маньеризма.
Под фамилией Пенни известен ещё один художник — гравёр Лоренцо Пенни, работал в середине XVI века.

## Галерея

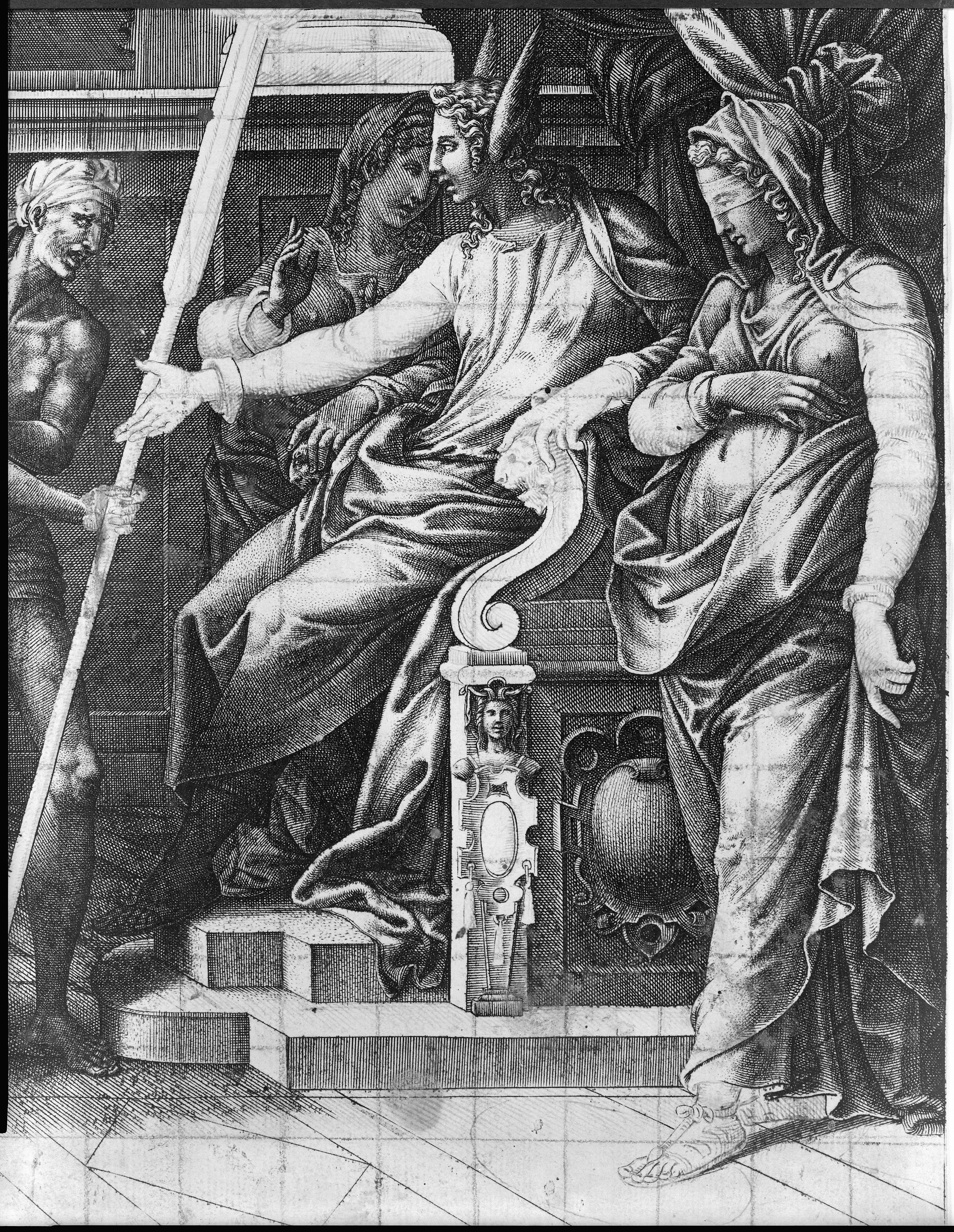
Клевета Апеллеса. 1560. Офорт
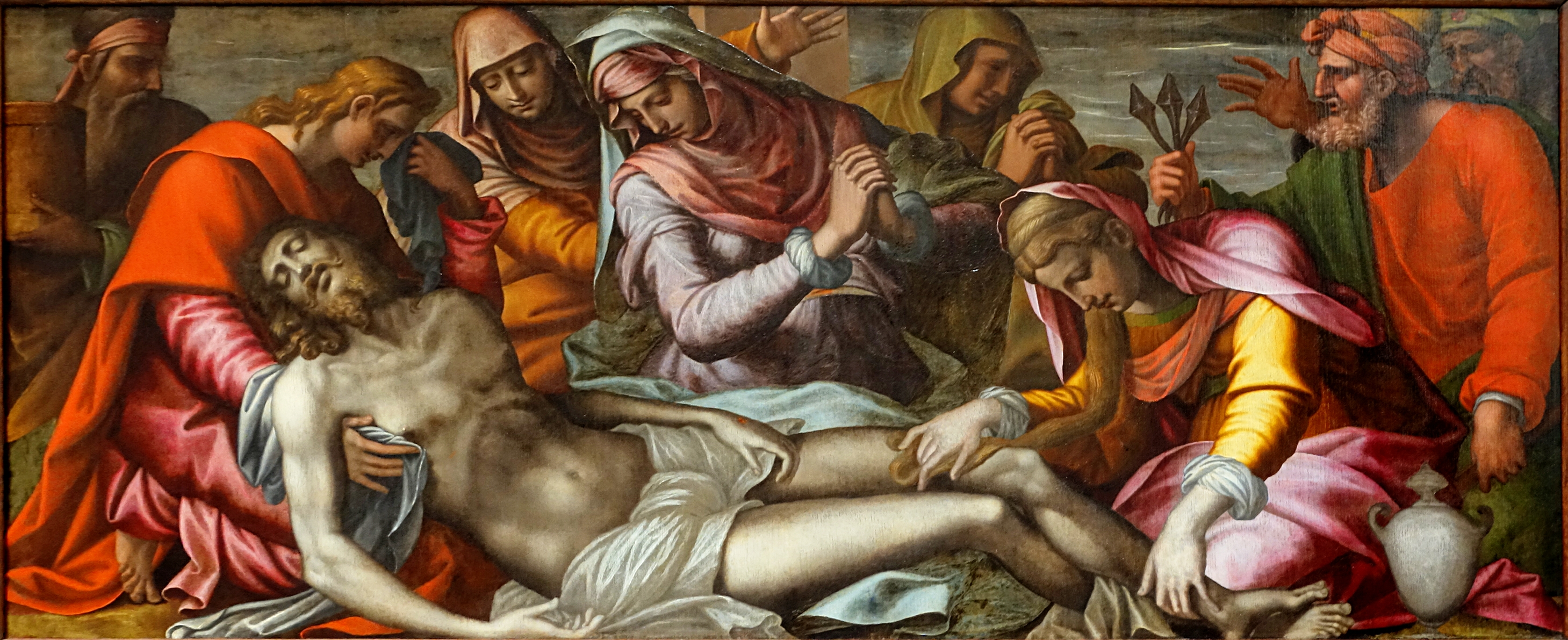
Положение во гроб. Ок. 1550. Дворец изобразительных искусств, Лилль
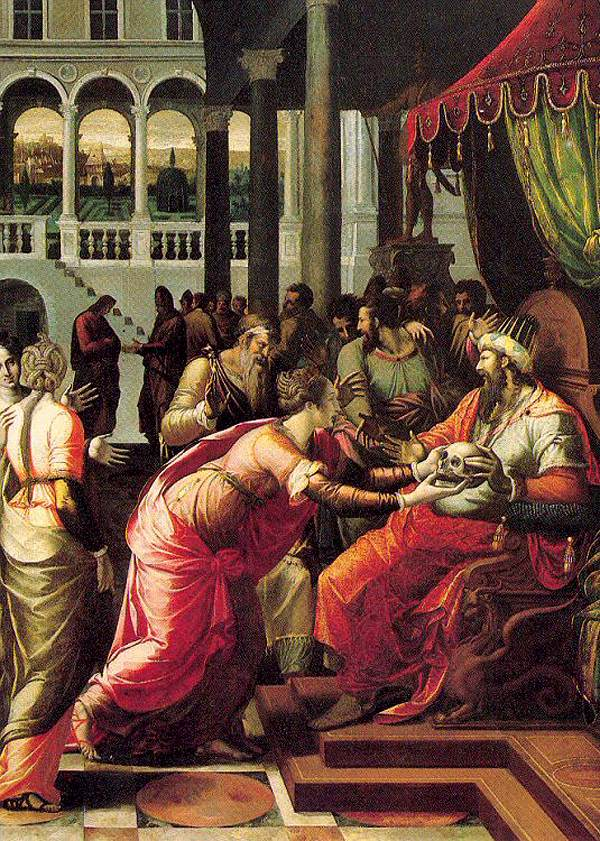
Суд императора Оттона III. Лувр, Париж
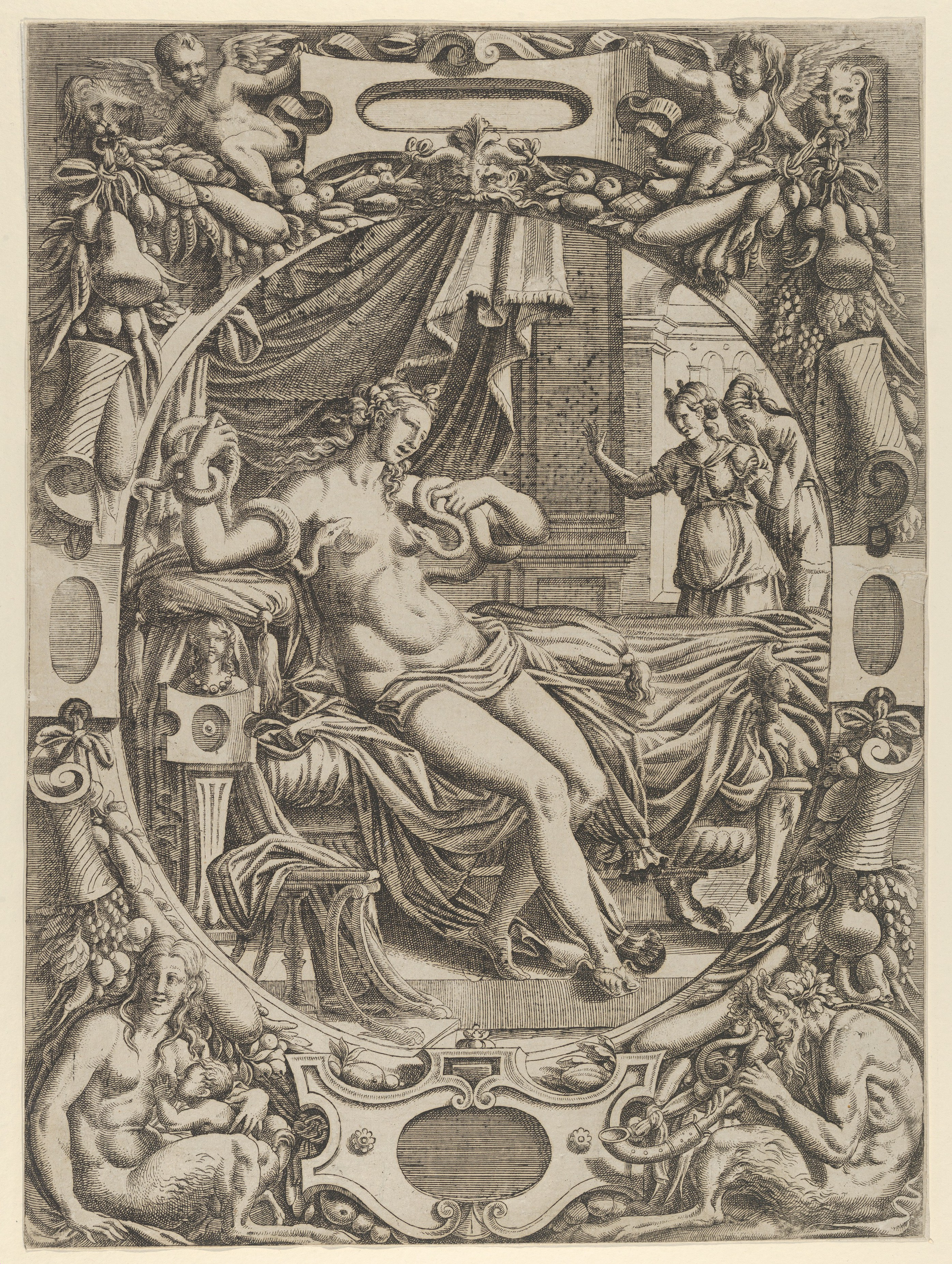
Клеопатра, укушенная змеёй. По картине Ж. Миньона. 1535–1555. Офорт
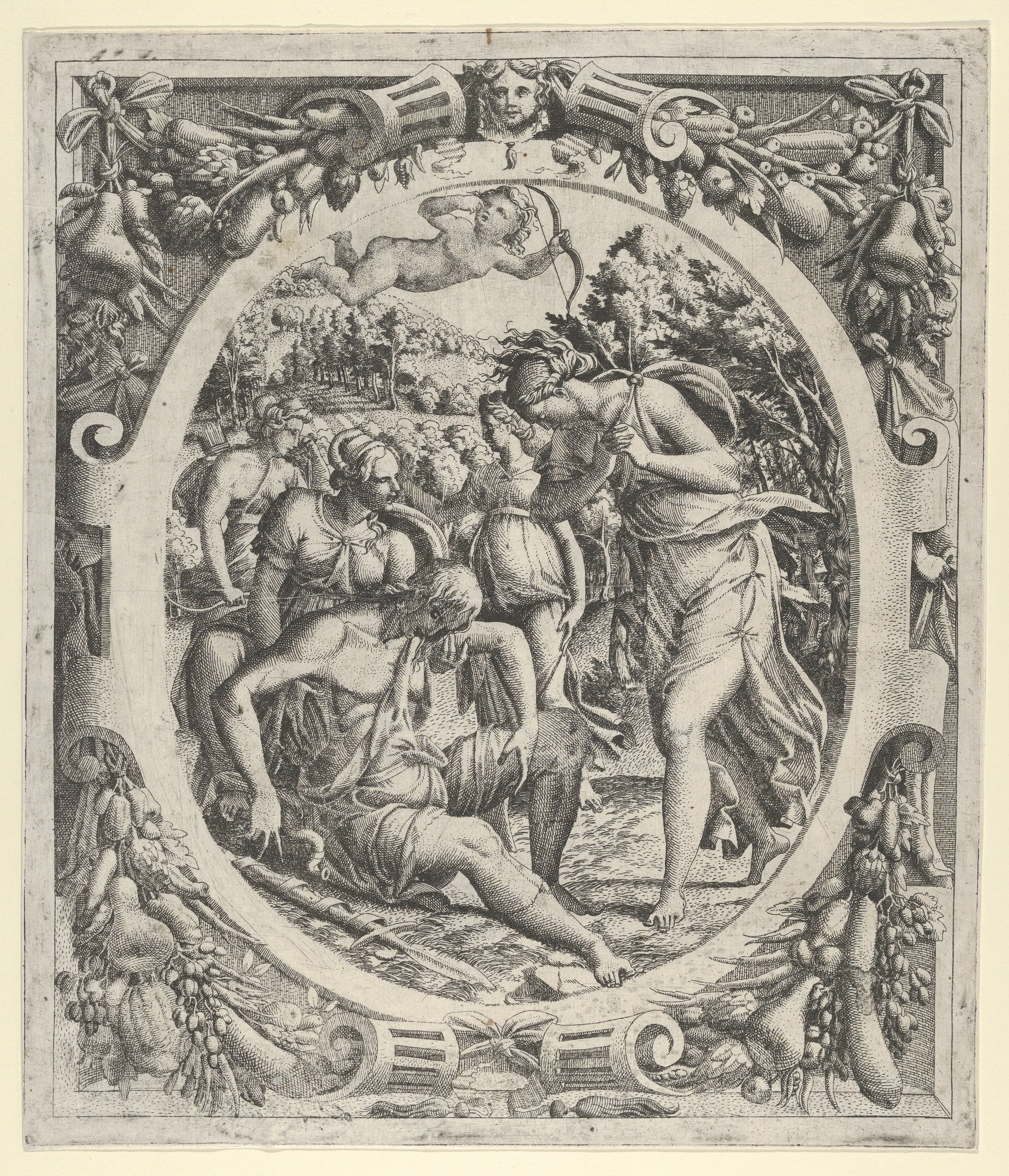
Смерть Адониса. По картине Ж. Миньона. 1535–1555. Офорт